# National Bibliography Number
National Bibliography Number (NBN) je skupina systémů identifikátorů publikací používaných národními knihovnami v zemích, jako je Německo, Itálie, Finsko, Norsko, Nizozemsko a Švédsko. Neexistuje žádný globální standard pro obsah NBN; místo toho mají formát specifický pro zemi. Čísla NBN se obvykle používají pro dokumenty, které nemají identifikátor přidělený vydavatelem, jako je ISBN. Mohou být použity k identifikaci médií archivovaných v národních knihovnách, jako jsou doktorské práce.
Jmenný prostor URN (Uniform Resource Name) pro NBN byl přiřazen a je popsán v IETF RFC 8458.
Příklad:
urn:nbn:de:bvb:19-146642
kde NBN v Německu (de), v Bavorsku (bvb = Bibliotheksverbund Bayern), knihovna číslo 19 (Univerzitní knihovna v Mnichově), poukazující na disertační práci o detekci říje u skotu.
Některé knihovny, jako je Národní knihovna Švédska, poskytují službu překladů (resolver) těchto URN.
V Itálii je NBN (NBN:IT) přiděleno digitálním zdrojům uloženým ve službě National Legal Deposit.
V Nizozemsku přiděluje NBN (NBN:NL) Národní knihovna (KB).